# Saison 2014-2015 de la LCHF
Saison précédente Saison suivante
La saison 2014-2015 est la huitième saison de la Ligue canadienne de hockey féminin (LCHF). La saison régulière voit cinq équipes jouer 24 parties. Les Blades de Boston terminent premières de la saison régulière et remportent également la Coupe Clarkson contre les Stars de Montréal, dans une victoire  3 à 2 en prolongation.

## Saison régulière
| Clt   | Équipe              | PJ | V  | D  | DP | DF | BP | BC | Diff | Pts |
| ----- | ------------------- | -- | -- | -- | -- | -- | -- | -- | ---- | --- |
| +001, | Blades de Boston    | 24 | 17 | 6  | 0  | 1  | 35 | 93 | + 51 | 35  |
| +002, | Inferno de Calgary  | 24 | 15 | 6  | 1  | 2  | 33 | 84 | + 20 | 33  |
| +003, | Stars de Montréal   | 24 | 14 | 9  | 0  | 1  | 64 | 48 | + 18 | 29  |
| +004, | Furies de Toronto   | 24 | 8  | 13 | 1  | 2  | 48 | 86 | - 37 | 19  |
| +005, | Thunder de Brampton | 24 | 6  | 16 | 0  | 2  | 43 | 96 | - 52 | 14  |

- En gras : vainqueur de la saison régulière, qualifié pour la Coupe Clarkson
- En italique : qualifié pour la Coupe Clarkson

### Statistiques

#### Meilleures pointeuses
| Joueuse                | Équipe             | PJ | B  | A  | Pts | +/- | Pun |
| ---------------------- | ------------------ | -- | -- | -- | --- | --- | --- |
| Rebecca Johnston       | Inferno de Calgary | 24 | 17 | 21 | 38  | +22 | 10  |
| Brianna Decker         | Blades de Boston   | 12 | 16 | 16 | 32  | +25 | 10  |
| Caroline Ouellette     | Stars de Montréal  | 22 | 8  | 18 | 26  | +4  | 18  |
| Brittany Esposito (en) | Inferno de Calgary | 24 | 10 | 15 | 25  | +10 | 8   |
| Ann-Sophie Bettez      | Stars de Montréal  | 22 | 11 | 12 | 23  | +6  | 4   |
| Hilary Knight          | Blades de Boston   | 14 | 8  | 14 | 22  | +23 | 4   |
| Haley Irwin            | Inferno de Calgary | 13 | 8  | 12 | 20  | +16 | 2   |
| Tara Watchorn          | Blades de Boston   | 21 | 6  | 14 | 20  | +25 | 26  |
| Jillian Dempsey (en)   | Blades de Boston   | 22 | 9  | 10 | 19  | +18 | 2   |
| Noémie Marin           | Stars de Montréal  | 18 | 13 | 5  | 18  | -1  | 2   |

#### Meilleures gardiennes
Ci-après les meilleures gardiennes de la saison régulière ayant joué au moins 420 minutes.
| Gardienne              | Équipe(s)           | PJ | V  | D  | Pr. | Min  | BC | Moy  | %Arr | Bl |
| ---------------------- | ------------------- | -- | -- | -- | --- | ---- | -- | ---- | ---- | -- |
| Geneviève Lacasse      | Blades de Boston    | 12 | 10 | 1  | 1   | 705  | 21 | 1,79 | 91,9 | 1  |
| Charline Labonté       | Stars de Montréal   | 16 | 9  | 7  | 0   | 960  | 31 | 1,94 | 92,2 | 2  |
| Brittany Ott (en)      | Blades de Boston    | 10 | 6  | 3  | 0   | 570  | 19 | 2,00 | 91,2 | 3  |
| Delayne Brian (en)     | Inferno de Calgary  | 11 | 5  | 6  | 1   | 1100 | 45 | 2,45 | 90,2 | 1  |
| Christina Kessler (en) | Furies de Toronto   | 19 | 6  | 11 | 1   | 1095 | 62 | 3,40 | 88,8 | 0  |
| Erica Howe (en)        | Thunder de Brampton | 13 | 4  | 8  | 0   | 683  | 42 | 3,69 | 89,8 | 0  |
| Liz Knox (en)          | Thunder de Brampton | 11 | 2  | 6  | 1   | 604  | 39 | 3,87 | 88,8 | 1  |

## Récompenses
Le Gala des récompenses a lieu le 4 mars 2015 à Markham, dans la province de l'Ontario.

### Trophées
| Trophée                                               | Vainqueur                             |
| ----------------------------------------------------- | ------------------------------------- |
| Trophée Angela James Meilleure pointeuse de la saison | Rebecca Johnston (Inferno de Calgary) |
| Meilleure joueuse                                     | Rebecca Johnston (Inferno de Calgary) |
| Gardienne de l'année                                  | Charline Labonté (Stars de Montréal)  |
| Défenseure de l'année                                 | Tara Watchorn (Blades de Boston)      |
| Attaquante de l'année                                 | Rebecca Johnston (Inferno de Calgary) |
| Recrue de l'année                                     | Brianna Decker (Blades de Boston)     |
| Entraîneur de l'année                                 | Dany Brunet (Stars de Montréal)       |
| Prix humanitaire                                      | Lois Mitchell                         |

### Équipes d'étoiles
| Position         | Joueuse           | Équipe             |
| ---------------- | ----------------- | ------------------ |
| Gardienne de but | Charline Labonté  | Stars de Montréal  |
| Défenseure       | Tara Watchorn     | Blades de Boston   |
| Défenseure       | Blake Bolden      | Blades de Boston   |
| Attaquante       | Ann-Sophie Bettez | Stars de Montréal  |
| Attaquante       | Rebecca Johnston  | Inferno de Calgary |
| Attaquante       | Hilary Knight     | Blades de Boston   |

| Position         | Joueuse            | Équipe              |
| ---------------- | ------------------ | ------------------- |
| Gardienne de but | Geneviève Lacasse  | Blades de Boston    |
| Défenseure       | Monique Lamoureux  | Blades de Boston    |
| Défenseure       | Laura Fortino      | Thunder de Brampton |
| Attaquante       | Ann-Sophie Bettez  | Stars de Montréal   |
| Attaquante       | Jenelle Kohanchuk  | Furies de Toronto   |
| Attaquante       | Caroline Ouellette | Stars de Montréal   |

| Position         | Joueuse           | Équipe              |
| ---------------- | ----------------- | ------------------- |
| Gardienne de but | Erica Howe        | Thunder de Brampton |
| Défenseure       | Monique Lamoureux | Blades de Boston    |
| Défenseure       | Laura Fortino     | Thunder de Brampton |
| Attaquante       | Brianna Decker    | Blades de Boston    |
| Attaquante       | Jamie Lee Rattray | Thunder de Brampton |
| Attaquante       | Jessica Campbell  | Inferno de Calgary  |

## Coupe Clarkson
Le tournoi de la Coupe Clarkson se déroule du 4 au 7 mars 2015 au Centennial Centre de Markham, dans la province de l'Ontario. Quatre équipes y prennent part, les Stars de Montréal, les Blades de Boston, l'Inferno de Calgary et les Furies de Toronto.

### Tour préliminaire
| Clt   | Équipe             | PJ | V | D | DP | DF | BP | BC | Diff | Pts |
| ----- | ------------------ | -- | - | - | -- | -- | -- | -- | ---- | --- |
| +001, | Blades de Boston   | 3  | 3 | 0 | 0  | 14 | 5  | 4  | +9   | 6   |
| +002, | Stars de Montréal  | 3  | 2 | 0 | 0  | 8  | 4  | 5  | +4   | 4   |
| +003, | Inferno de Calgary | 2  | 0 | 2 | 0  | 0  | 0  | 6  | -6   | 0   |
| +004, | Furies de Toronto  | 2  | 0 | 2 | 0  | 0  | 3  | 10 | -7   | 0   |

- En italique : qualifié pour la finale de la Coupe Clarkson

### Finale
| 7 mars 2015 | Boston | 3-2 (pr) (1-1, 0-0, 1-1, 1-0) | Montréal | Centennial Centre, Markham |

| Feuille de match | Feuille de match | Feuille de match | Feuille de match                                                           | Feuille de match |
| ---------------- | --- | ---------------- | -------------------------------------------------------------------------- | ---------------- |
|                  | Knight (Bellamy, Decker) — 16 min 29 s - Decker (Lamoureux, Knight) — 6 min 17 s Weber (Watchorn, Buie) — 2 min 12 s | 1-1 0-0 1-1 1-0  | Bettez (Ouellette, Blais) — 31 s - Blais (Rougeau, Ouellette) — 9 min 54 s |                  |
| Brittany Ott     | Gardiens | Catherine Herron |                                                                            |                  |
| 6 min            | Pénalités | 10 min           |                                                                            |                  |
|                  | |                  |                                                                            |                  |

### Statistiques

#### Meilleures pointeuses
| Joueuse           | Équipe            | PJ | B | A | Pts | +/- | Pun |
| ----------------- | ----------------- | -- | - | - | --- | --- | --- |
| Brianna Decker    | Blades de Boston  | 3  | 5 | 3 | 8   | +3  | 10  |
| Hilary Knight     | Blades de Boston  | 3  | 4 | 3 | 7   | +3  | 6   |
| Monique Lamoureux | Blades de Boston  | 3  | 0 | 5 | 5   | +3  | 0   |
| Janine Weber (en) | Blades de Boston  | 3  | 4 | 0 | 4   | +3  | 0   |
| Emmanuelle Blais  | Stars de Montréal | 3  | 2 | 1 | 3   | +2  | 2   |

### Récompenses
| Trophée              | Vainqueur                            |
| -------------------- | ------------------------------------ |
| Meilleure joueuse    | Charline Labonté (Stars de Montréal) |
| Meilleure gardienne  | Charline Labonté (Stars de Montréal) |
| Meilleure attaquante | Brianna Decker (Blades de Boston)    |

## Effectif champion
L'effectif des Blades déclaré champion de la Coupe Clarkson est le suivant  :
- Gardiennes de but : Brittany Ott, Geneviève Lacasse
- Défenseures : Alyssa Gagliardi, Blake Bolden, Kaleigh Fratkin, Tara Watchorn, Monique Lamoureux, Kacey Bellamy,
- Attaquantes : Kelly Cooke, Jillian Dempsey, Janine Weber, Casey Pickett, Megan Myers, Rachel Llanes, Brianna Decker, Ashley Cottrell, Kelli Stack, Meghan Duggan, Jordan Smelker, Denna Laing, Jenny Schmidgall-Potter, Corinne Buie, Bray Ketchum, Hilary Knight, Jessica Koizumi
- Entraîneur : Digit Murphy